# ウマイヤ朝のガリア侵攻
ウマイヤ朝のガリア侵攻（ウマイヤちょうのガリアしんこう）では、ウマイヤ朝が711年のターリク・イブン・ズィヤードによるヒスパニア征服に続いて、8世紀に行った一連のガリア（現在のフランス）遠征について述べる。
南ガリアに侵攻したウマイヤ軍は、セプティマニアを占領して残存していた最後の西ゴート王国政権を滅ぼした。721年、ウマイヤ軍はトゥールーズの戦いでアクィタニア公ウードに一旦敗れたが、アヴィニョン、リヨン、オータンなどの諸都市がウマイヤ軍の略奪にあった。732年のトゥール・ポワティエ間の戦いでウマイヤ軍を破ったフランク王国は、アクィタニアの宗主権を認めさせることに成功した。セプティマニアがフランク王国の統治下に戻るのは759年のことであった。

## ウマイヤ朝のセプティマニア征服とオータン侵攻
716年までに、西ゴート王国の版図は南からウマイヤ朝の圧迫を受けてセプティマニア（現ラングドック＝ルシヨン地域圏）にまで押し込められた。717年までに、総督フッル率いるウマイヤ軍はイベリア半島征服の余勢を駆ってピレネー山脈東部を越え、アクィタニアやセプティマニアへの侵攻を始めた。しかしこの時には、ガリアの奥深くまで進行することができなかった。
軍の指揮を引き継いだサムフ・ハウラーニーは、719年にバルセロナとナルボンヌで現地の抵抗を破り両都市を占領し、市内の守備兵や住民を虐殺した。720年から、ナルボンヌはイスラーム勢力下のセプティマニアの首都および軍の基地となった。街のサン＝ルスティック教会の内部にモスクが建てられた。
ウマイヤ軍は721年のトゥールーズの戦いでアクィタニア公ウードに敗北を喫する。フランク人側から「サマ」（Zama）と呼ばれた総督サムフも戦死した。しかし大局的には、セプティマニアのゴート人が自治を認められる好条件と引き換えにウマイヤ朝に降伏してしまったため、ウマイヤ朝の版図はさらに奥深く食い込むこととなった。
725年、サムフの後継者アンバサはカルカソンヌを包囲した。カルカソンヌ市はムスリム軍に領土の半分や貢納金を差し出し、攻守同盟を結ばされた。他のニームなどセプティマニアの都市も皆同じようにウマイヤ朝の手に落ちた。さらにアンバサは北上を続けオータンにまで達したが、726年に陣没した。この720年代、エブロ川峡谷やセプティマニアから、戦乱や虐殺、破壊を逃れた難民が多くピレネー山脈を越えてアクィタニアやプロヴァンスに流れ込んだ。
この時代、ベルベル人の将軍ムヌーサ（ウスマーン・ブン・ナイサー）がサルダーニャの長官となり、現在のカタルーニャの大部分を押さえた。これ以降、彼を中心にアラブ人の支配者に対するベルベル人軍人の不満が膨れ上がっていった。

## アクィタニアとポワティエへの侵攻

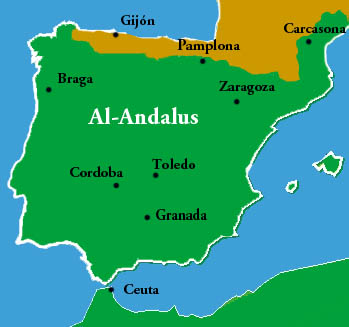
732年のウマイヤ朝ヒスパニア。カルカソンヌを中心とする北東に突出した地域がセプティマニア。

### ムヌーサの反乱
725年までに、セプティマニア全土がウマイヤ朝に征服された。しかし731年、ピレネー山脈付近に勢力を持っていたベルベル人のムヌーサがコルドバのウマイヤ朝政庁から独立し、ベルベル人の軍事力を背景とした政権を樹立した。彼はイスラーム勢力との国境の安定を望んでいたアクィタニア公ウードと同盟し、その娘と結婚した。また彼はウルジェイの司教を殺害した。
新たにコルドバの長となったアブドゥッラフマーン・ガーフィキーはベルベル人を懲罰するため遠征し、ムヌーサをサルダーニャに包囲した。モサラベ年代記によれば、懲罰の理由は一人のゴート人司教を殺害した罪のみであった。ウードはフランク王国のカール・マルテルと対峙していたため救援に赴けず、結局ムヌーサは敗れて処刑された。

### アクィタニア侵攻
反乱鎮圧で勢いに乗った総督アブドゥッラフマーンは、続いてアクィタニアに侵攻した。731年にウードはカール・マルテルの侵攻を受けてブールジュや北アクィタニアを荒廃させられており、何とか対イスラーム防衛の兵を集めたものの、敵を押し返す力は残っておらず、アラブ軍がボルドーまで侵攻するのを止められなかった。732年、アクィタニア軍をガロンヌ川の戦いで破ったアラブ軍は、トゥールのサン＝マルタン大聖堂を略奪すべく、トゥール・ポワティエ方面に向けて北上した。

### トゥール・ポワティエ間の戦い (732年)

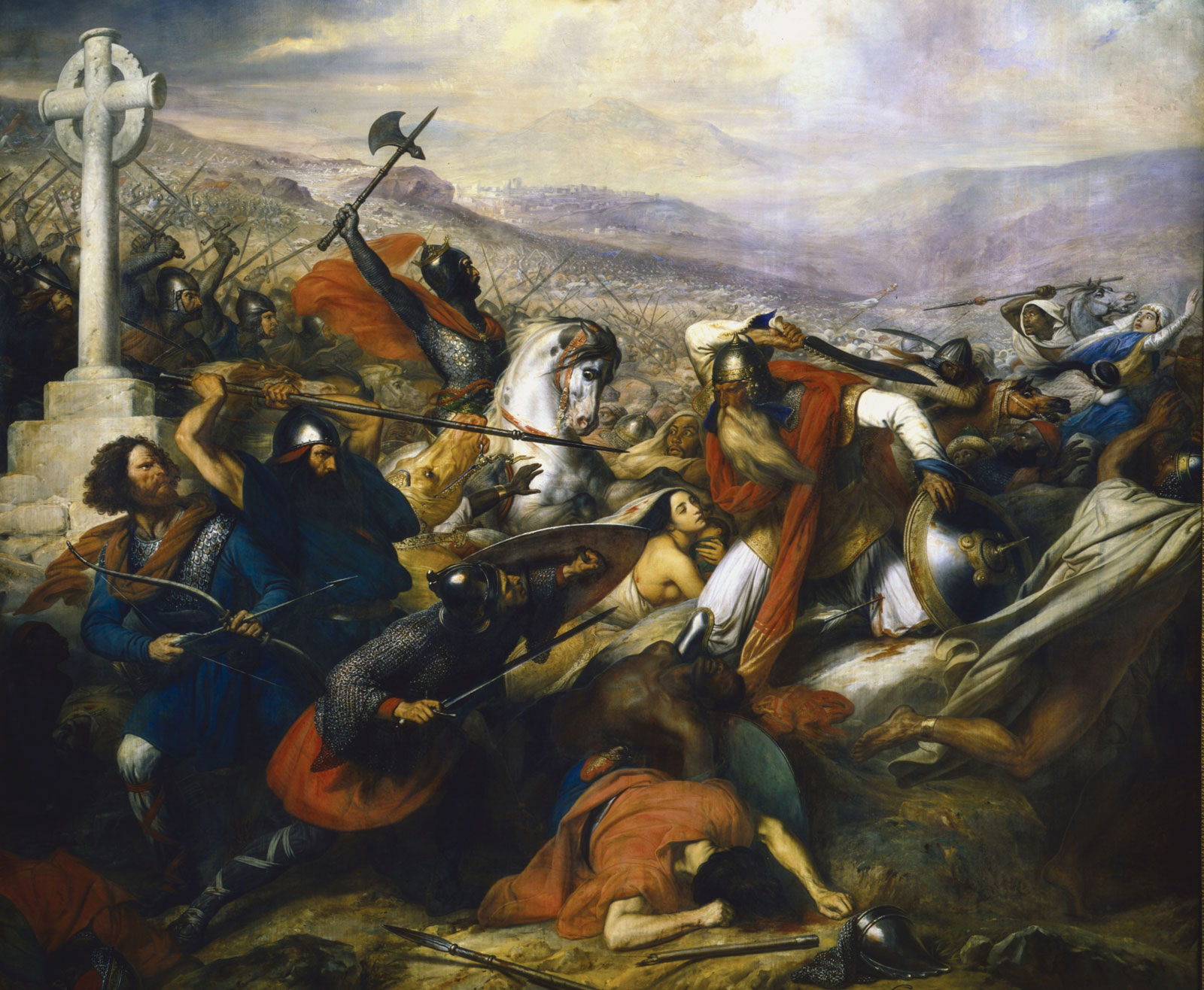
トゥール・ポワティエ間の戦い（シャルル・ド・スチューベン画、1837年）。白馬に乗ったカール・マルテル（中央左）とアブドゥッラフマーン・ガーフィキー（右）が対峙している。

ウードは、アクィタニアを自らの手につなぎとめる最後の手段として、フランク王国の宮宰カール・マルテルを頼った。カール・マルテルにとっても、神聖な都市であるトゥールをイスラーム勢力に奪われるわけにはいかなかった。732年、ウマイヤ軍はトゥール・ポワティエ間の戦いでカール・マルテルに敗北し、総督アブドゥッラフマーンも戦死した。これは一般にウマイヤ朝のガリア遠征における最大の転換点であるとされている。735年にウードが死去し、後を継いだウナール1世はフランク王国に反抗するそぶりを見せたが、カール・マルテルはこれを簡単に抑え、その後ブルグント（734年、736年）、地中海沿岸の南ガリア（736年、737年）に遠征してイスラーム勢力と戦った。

## カール・マルテルのプロヴァンス遠征
カール・マルテルの尽力にもかかわらず、ダマスクスのウマイヤ朝のアンダルス方面軍は総督アブドゥルマリクのもとで南ガリアでの勢力を維持した。アヴィニョン、アルル、マルセイユを支配するパトリキウスのマウロントゥスがアンダルスに従ったためである。カール・マルテルの圧力を受けていたマウロントゥスは、自力でフランク王国に抗することができず、アンダルス軍を導入することで裕福な教会領のあるアヴィニョンを防衛しようとしたのである。
プロヴァンスに侵攻したカール・マルテルは、その攻撃的で高圧的な政策を恐れたゴート人やガロ・ローマ人の地元貴族たちの抵抗にあった。これに対処するため、カール・マルテルはランゴバルド王リウトプランドと同盟した。
737年、カール・マルテルはアヴィニョンを占領して破壊した。しかし彼の弟キルデブラント1世は、ナルボンヌ攻略に失敗した。その他、カール・マルテルはベジエ、アグド、マグローヌ、モンペリエ、ニームといったウマイヤ朝方の数々の城塞都市を落とした。プロヴァンスやローヌ川下流域のすべての反フランク勢力は一掃され、マウロントゥスはアルプス山脈に逃れた。しかし一方で、この遠征中にもアクィタニア公ウナール1世が後方を脅かした。アクィタニアは7世紀中盤からバスク人と組んで、彼らの戦力に依存していた。

## セプティマニア喪失

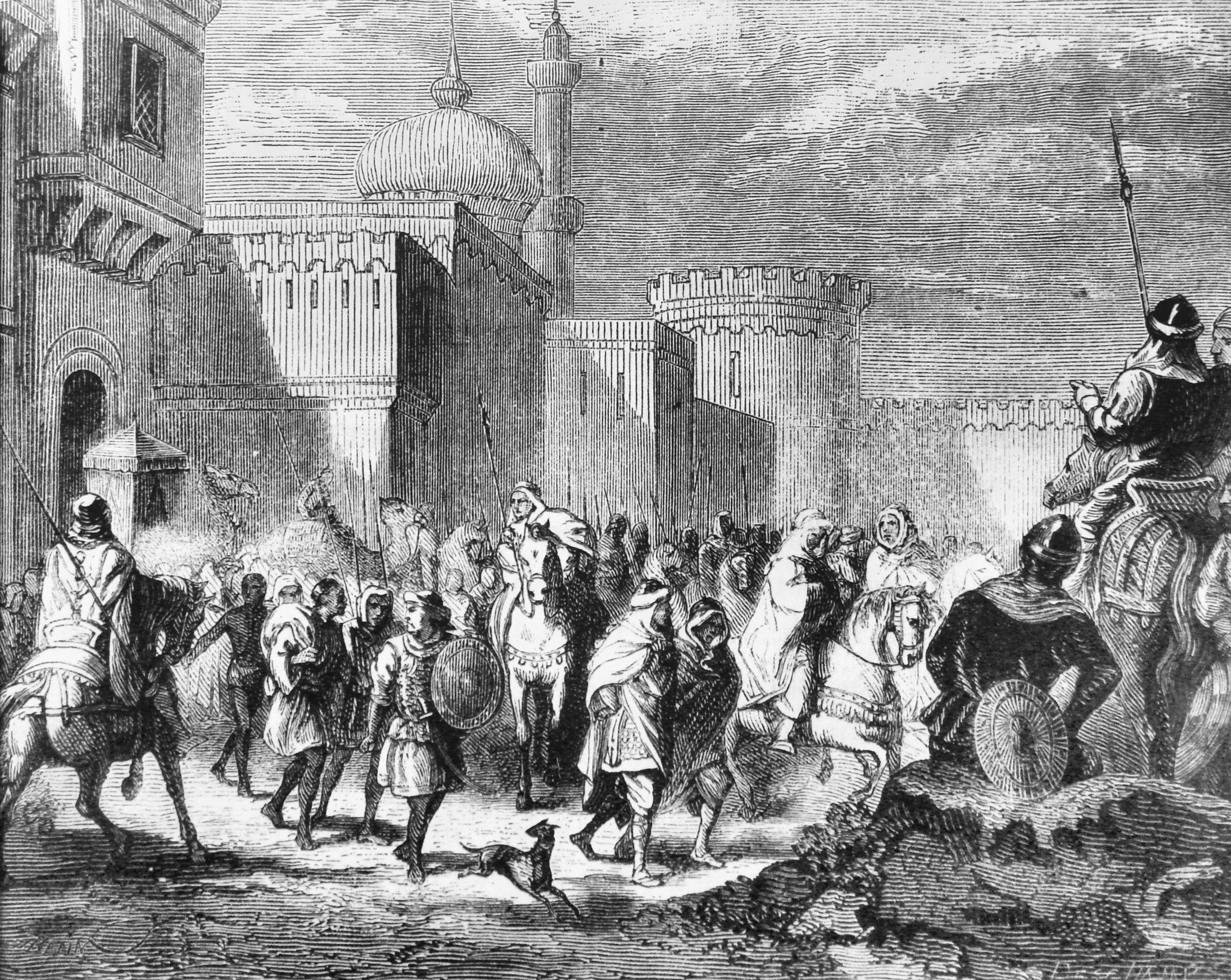
759年にナルボンヌから撤退するサラセン人

15年のうちにイスラーム勢力はセプティマニアでの権威を回復した。しかし752年、カール・マルテルの息子でフランク王となったピピン3世がセプティマニア遠征を起こし、セプティマニアのゴート人もフランク王国側に寝返った。同年に彼はニームを落とし、最後のイスラーム勢力の砦であるナルボンヌの包囲に取り掛かった。この攻防戦中、彼の勢力拡大を恐れるアクィタニア公ワイファリがバスク人を率いてピピン3世の後方部隊を脅かすなど妨害を行ったことが記録されている。
ゴート人の法を尊重することを約束してゴート貴族の忠誠を勝ち取ったピピン3世は、759年についにナルボンヌを降伏させた。包囲戦中にアンダルスを奪取し後ウマイヤ朝を建てたアブド・アッラフマーン1世はセプティマニア救援や奪回に関心を示さず、ここにガリアにおけるイスラーム勢力は完全に駆逐された。またルシヨンを得たピピン3世は、その全力をアクィタニア方面に向けることができた。
ピピン3世の息子カール大帝はピレネー山脈以南に侵攻し、イスラム圏との緩衝地帯としてスペイン辺境領を設置した。この辺境領は、後にキリスト教勢力がイスラーム勢力を南へ押し返すレコンキスタの起点の一つとなった。

## 後世への影響
いくつかのアラビア語の語彙が現代のプロヴァンス語に残っている。アラビア語のtordjman (翻訳者)はプロヴァンス語のdrogoman 、charaha (議論する)がcharabiaとなった。また地名の中にもアラビア語の影響が残されている。ラマチュエルやサン＝ピエール・ド・ラルマナールといった地名は、アラビア語のal-manar (灯台)を起源としている。